# Diocesi di Tehuacán
La diocesi di Tehuacán (in latino Dioecesis Tehuacaniensis) è una sede della Chiesa cattolica in Messico suffraganea dell'arcidiocesi di Puebla de los Ángeles. Nel 2022 contava 1.066.000 battezzati su 1.144.000 abitanti. È retta dal vescovo Gonzalo Alonso Calzada Guerrero.

## Territorio
La diocesi comprende 31 comuni nella parte sud-orientale dello stato messicano di Puebla.
Sede vescovile è la città di Tehuacán, dove si trova la cattedrale dell'Immacolata Concezione.
Il territorio si estende su una superficie di 6.294 km² ed è suddiviso in 63 parrocchie, raggruppate in 7 decanati.

## Storia
La diocesi è stata eretta il 13 gennaio 1962 con la bolla Quem ad modum di papa Giovanni XXIII, ricavandone il territorio dalle arcidiocesi di Antequera e di Puebla de los Ángeles.

## Cronotassi dei vescovi
Si omettono i periodi di sede vacante non superiori ai 2 anni o non storicamente accertati.
- Rafael Ayala y Ayala † (18 giugno 1962 - 5 luglio 1985 deceduto)
- Norberto Rivera Carrera (5 novembre 1985 - 13 giugno 1995 nominato arcivescovo di Città del Messico)
- Mario Espinosa Contreras (2 aprile 1996 - 3 marzo 2005 nominato vescovo di Mazatlán)
- Rodrigo Aguilar Martínez (28 gennaio 2006 - 3 novembre 2017 nominato vescovo di San Cristóbal de Las Casas)
- Gonzalo Alonso Calzada Guerrero, dal 20 ottobre 2018

## Statistiche
La diocesi nel 2022 su una popolazione di 1.144.000 persone contava 1.066.000 battezzati, corrispondenti al 93,2% del totale.
| anno | popolazione | popolazione | popolazione | presbiteri | presbiteri | presbiteri | presbiteri                | diaconi | religiosi | religiosi | parrocchie |
| anno | battezzati  | totale      | %           | numero     | secolari   | regolari   | battezzati per presbitero | diaconi | uomini    | donne     | parrocchie |
| ---- | ----------- | ----------- | ----------- | ---------- | ---------- | ---------- | ------------------------- | ------- | --------- | --------- | ---------- |
| 1966 | 224.000     | 229.000     | 97,8        | 36         | 36         |            | 6.222                     |         |           |           | 26         |
| 1970 | 233.000     | 243.000     | 95,9        | 51         | 51         |            | 4.568                     |         | 5         | 67        | 27         |
| 1976 | 280.000     | 300.000     | 93,3        | 63         | 60         | 3          | 4.444                     |         | 8         | 96        | 35         |
| 1980 | 336.000     | 345.000     | 97,4        | 64         | 59         | 5          | 5.250                     |         | 9         | 110       | 39         |
| 1990 | 432.000     | 436.000     | 99,1        | 72         | 67         | 5          | 6.000                     |         | 5         | 163       | 49         |
| 1999 | 902.591     | 925.673     | 97,5        | 86         | 77         | 9          | 10.495                    |         | 11        | 163       | 53         |
| 2000 | 925.155     | 948.815     | 97,5        | 88         | 80         | 8          | 10.513                    |         | 9         | 156       | 54         |
| 2001 | 904.885     | 967.791     | 93,5        | 96         | 84         | 12         | 9.425                     |         | 13        | 159       | 55         |
| 2002 | 919.830     | 977.470     | 94,1        | 97         | 85         | 12         | 9.482                     |         | 13        | 144       | 57         |
| 2003 | 937.883     | 987.245     | 95,0        | 99         | 88         | 11         | 9.473                     |         | 13        | 140       | 57         |
| 2004 | 919.126     | 967.471     | 95,0        | 96         | 85         | 11         | 9.574                     |         | 13        | 140       | 57         |
| 2010 | 962.000     | 1.017.000   | 94,6        | 99         | 90         | 9          | 9.717                     |         | 9         | 136       | 57         |
| 2014 | 1.005.510   | 1.079.019   | 93,2        | 102        | 93         | 9          | 9.857                     |         | 9         | 130       | 57         |
| 2017 | 1.017.780   | 1.092.190   | 93,2        | 96         | 89         | 7          | 10.601                    |         | 7         | 126       | 57         |
| 2020 | 1.047.860   | 1.124.380   | 93,2        | 94         | 88         | 6          | 11.147                    |         | 6         | 120       | 57         |
| 2022 | 1.066.000   | 1.144.000   | 93,2        | 95         | 87         | 8          | 11.221                    |         | 8         | 117       | 63         |